# Ракша Виј (Сату Маре)
Ракша Виј (рум. Racșa Vii) насеље је у Румунији у округу Сату Маре у општини Орашу Ноу. Oпштина се налази на надморској висини од 216 m.

## Становништво
Према подацима из 2002. године у насељу је живело 297 становника, од којих су сви румунске националности.